# Asio stygius
Asio stygius là một loài chim trong họ Strigidae.

## Hình ảnh

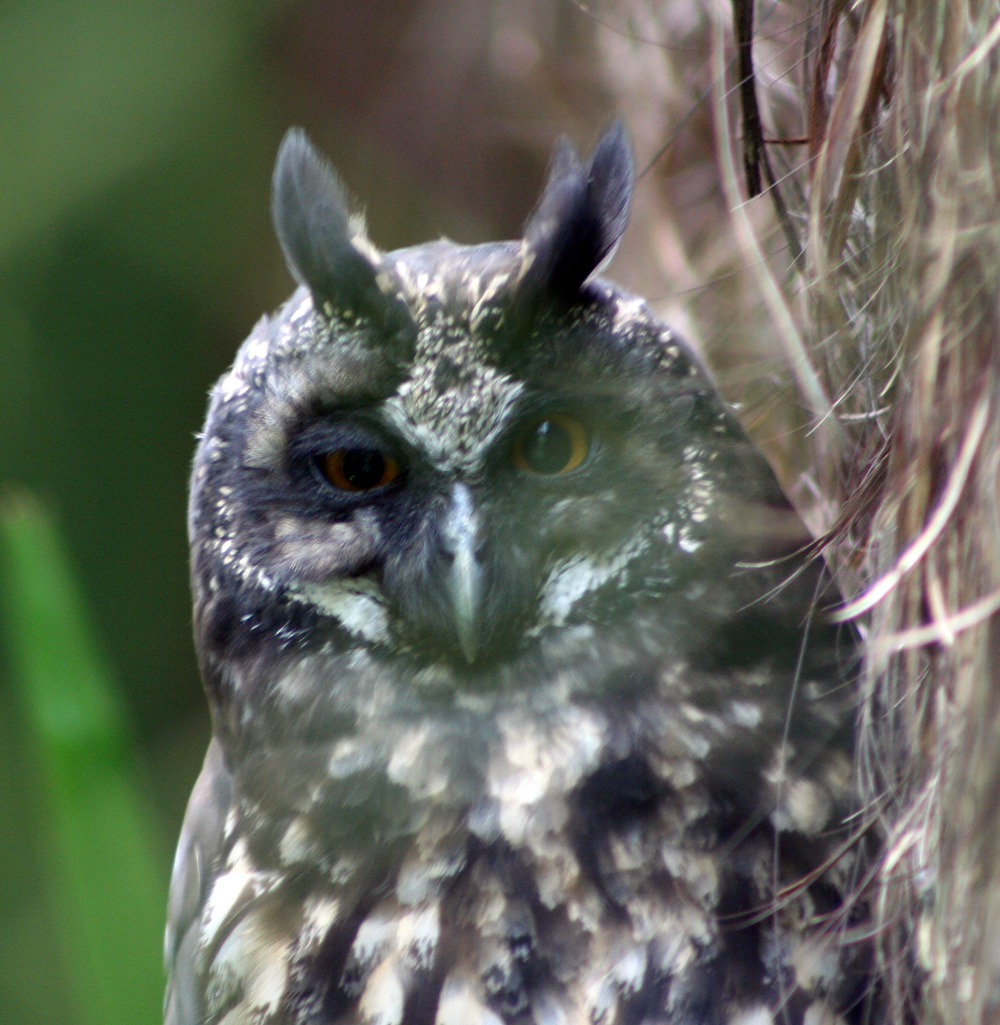
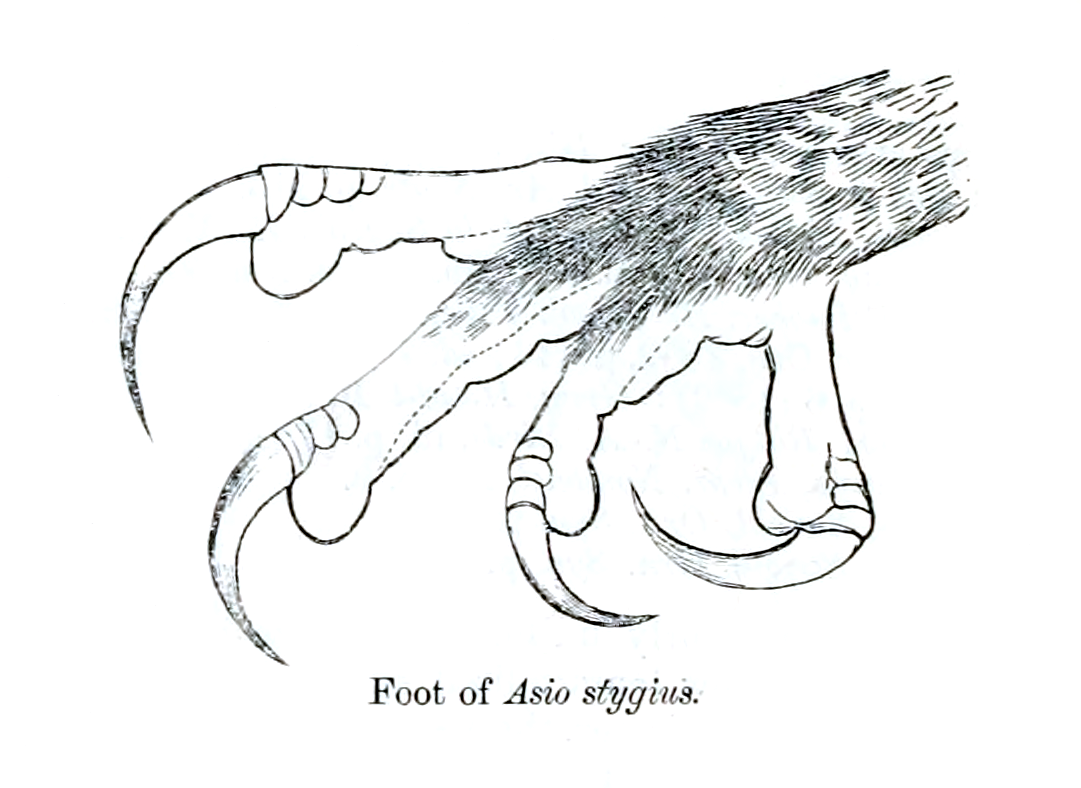

## Phân loài
- A. s. barberoi W. Bertoni, 1930
- A. s. lambi R. T. Moore, 1937
- A. s. noctipetens Riley, 1916
- A. s. robustus L. Kelso, 1934
- A. s. siguapa (d'Orbigny, 1839)
- A. s. stygius (Wagler, 1832)